# Psaume 131 (130)

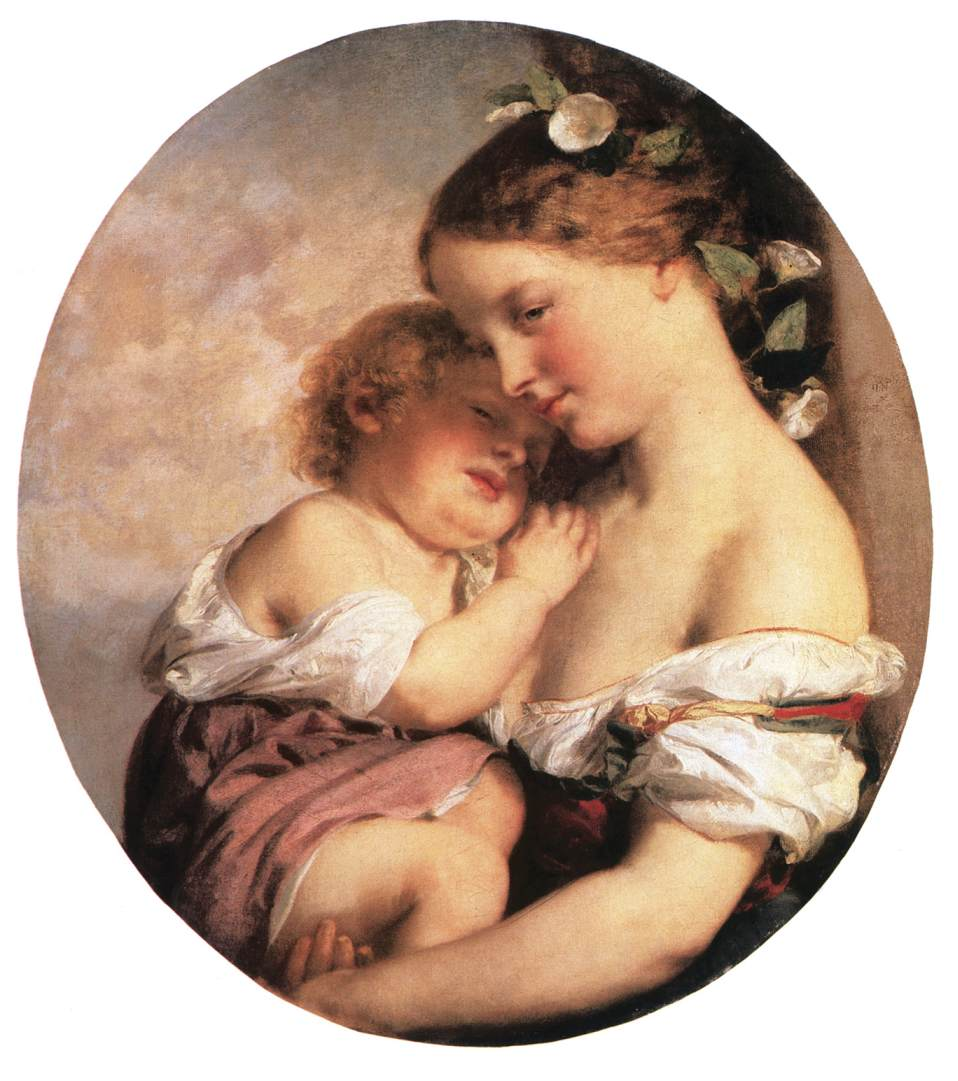
Une mère et son enfant, de Károly Brocky, entre 1846 et 1850.

Le psaume 131 (130 selon la numérotation grecque) est attribué à David et fait partie des quinze cantiques des montées. Il est classé parmi les psaumes de confiance, comme quelques autres.

## Texte
| verset | original hébreu                                                                  | traduction française de Louis Segond | Vulgate latine |
| ------ | -------------------------------------------------------------------------------- | --- | --- |
| 1      | שִׁיר הַמַּעֲלוֹת, לְדָוִד:יְהוָה, לֹא-גָבַהּ לִבִּי-- וְלֹא-רָמוּ עֵינַי;וְלֹא-הִלַּכְתִּי, בִּגְדֹלוֹת וּבְנִפְלָאוֹת מִמֶּנִּי | [Cantique des degrés. De David.] Éternel ! je n’ai ni un cœur qui s’enfle, ni des regards hautains ; je ne m’occupe pas de choses trop grandes et trop relevées pour moi. | [Canticum graduum David] Non est exaltatum cor meum neque elati sunt oculi mei neque ambulavi in magnis neque in mirabilibus super me |
| 2      | אִם-לֹא שִׁוִּיתִי, וְדוֹמַמְתִּי-- נַפְשִׁי:כְּגָמֻל, עֲלֵי אִמּוֹ; כַּגָּמֻל עָלַי נַפְשִׁי                         | Loin de là, j’ai l’âme calme et tranquille, comme un enfant sevré qui est auprès de sa mère ; j’ai l’âme comme un enfant sevré.                                           | Si non humiliter sentiebam sed exaltavi animam meam sicut ablactatum super matrem suam ita retributio in anima mea                    |
| 3      | יַחֵל יִשְׂרָאֵל, אֶל-יְהוָה-- מֵעַתָּה, וְעַד-עוֹלָם                                              | Israël, mets ton espoir en l’Éternel, dès maintenant et à jamais ! | Speret Israhel in Domino ex hoc nunc et usque in saeculum                                                                             |

## Structure et thème du psaume
Les deux premiers versets s'opposent : après le premier verset en négatif, le second montre ce qu'est la confiance en Dieu. Le troisième en fait la synthèse pour le peuple d'Israël.
Le premier verset invite à l'humilité : peut-être le psalmiste a-t-il poursuivi de grands desseins avant d'en percevoir la vanité. Le mouvement du verset est de l'intérieur vers l'extérieur : le cœur, les yeux, puis le chemin pris.
Le second verset prend l'idée simple et naturelle d'un enfant sevré contre sa mère pour exprimer la confiance en Dieu. Le sevrage peut exprimer la fin des désirs instinctifs, la paix du cœur et l'abandon à la Providence.
Le troisième verset récapitule les deux premiers versets et les élargit à tout Israël, qui a besoin lui aussi de s'abandonner à Dieu comme un enfant. En outre, la prière juive est souvent communautaire.

## Usages liturgiques

### Dans le judaïsme
Le psaume 131 est récité entre la fête de Souccot et le Shabbat hagadol.

### Dans le christianisme

#### Chez les catholiques
Depuis le haut Moyen Âge, selon la règle de saint Benoît fixée vers 530, celui-ci était traditionnellement récité ou chanté lors de l'office de vêpres du mardi, entre les psaume 130 (129) et psaume 132 (131),.
Actuellement, dans la liturgie des Heures, on trouve le psaume 131 à l'office des lectures du samedi de la première semaine et aux vêpres le mardi de la troisième semaine. Dans la liturgie de la messe, il est récité le 31e dimanche de l'année A, et en semaine le 31e lundi des années paires et le 31e mardi des années impaires.

## Mise en musique
- Michel-Richard de Lalande composa son grand motet pour ce psaume (S28) à la fin de XVIIe siècle, avant 1689, pour les offices à la chapelle royale du château de Versailles .
- Léonard Bernstein fait de ce psaume le troisième mouvement de ses Chichester Psalms, en l'associant au premier verset  du psaume 133.